# Avenida Myrtle (línea de la Cuarta Avenida)
Avenida Myrtle es una estación que se encuentra cerrada y servía a la línea de la Cuarta Avenida del Metro de Nueva York de la B del Brooklyn–Manhattan Transit Corporation (BMT). La estación se encuentra localizada en la intersección con la Avenida Myrtle y la extensión de la Avenida Flatbush en Brooklyn. 
La estación abrió en 1915, y cerró en 1956 para la reconstrucción del flying junction al norte de la Avenida DeKalb. La plataforma con dirección a Brooklyn fue desmantelada completamente, pero la plataforma con dirección a Manhattan aún existe, y ahora alberga al arte Masstransiscope zoetrope por Bill Brand. Estas piezas de arte pueden ser vistas al ver por la ventana en los trenes de los servicios  & .